# زاك وميري يصنعان فلما إباحيا
زاك وميري يصنعان الإباحية (بالإنجليزية: Zack and Miri Make a Porno) فيلم كوميدي جنسي أمريكي تم إصداره عام 2008 من تأليف و إخراج كيفين سميث و بطولة سيث روغن ، إليزابيث بانكس.

## ملخص قصة
يتطلع الأصدقاء الأفلاطونيون زاك وميري إلى حل مشاكل التدفق النقدي لكل منهما من خلال عمل فيلم للبالغين معًا. بينما تدور الكاميرات، يبدأ الثنائي في الشعور بأنه قد يكون لديهم مشاعر أكثر إتجاه بعضهم البعض أكثر من السابق.

## روابط خارجية
- مقالات تستعمل روابط فنية بلا صلة مع ويكي بيانات